# Język nowoegipski
Język nowoegipski – język potoczny używany przez starożytnych Egipcjan w Nowym Państwie i Trzecim Okresie Przejściowym. Znany jest przede wszystkim z zapisów w dokumentach prywatnych, jego ślady odnajdywane są również sporadycznie w tekstach literackich i inskrypcjach monumentalnych. Język ten różni się od poprzednich dwóch faz: staro- i średnioegipskiej zwłaszcza pod względem stosowanych w nim struktur czasownikowych.